# Humboldthafenbrücke
Die Humboldthafenbrücke im Berliner Bezirk Mitte ist ein Eisenbahnüberführungsbauwerk, das östlich vom Berliner Hauptbahnhof den Humboldthafen überspannt. Das Bauwerk ist die längste Brückenkonstruktion der Berliner Stadtbahntrasse.

## Brücken von 1880 und 1907

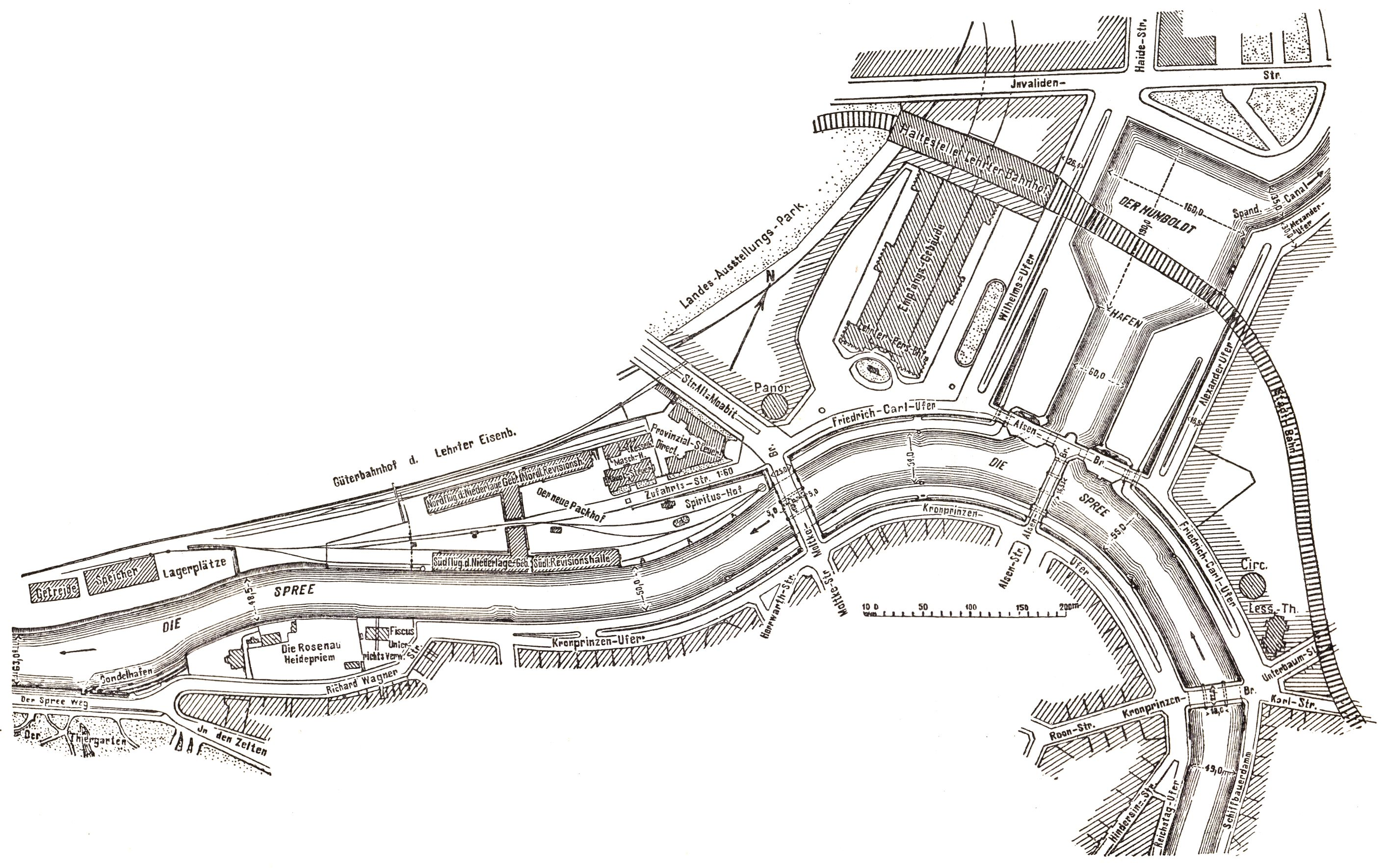
Der Humboldthafen 1896 mit Lehrter Bahnhof und Stadtbahntrasse

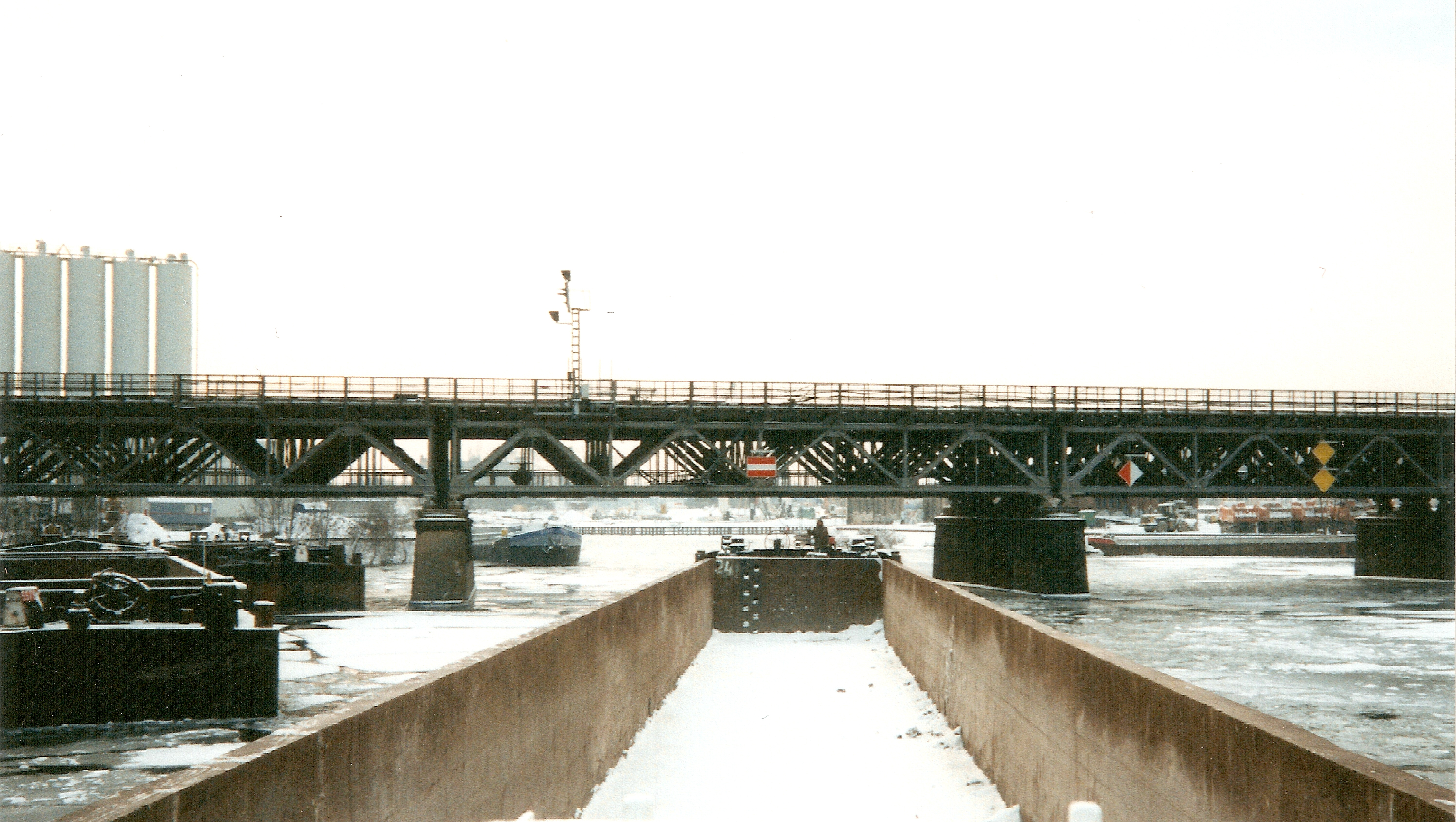
Brücke von 1909

Da der Lehrter Stadtbahnhof nördlich der neuen Bahnsteighalle des Lehrter Bahnhofs angeordnet wurde, musste die Stadtbahntrasse nicht den 60 m breiten Berlin-Spandauer Schifffahrtskanal, sondern den 160 m breiten Humboldthafen sowie beidseitige Hafenstraßen in einer Kurve mit einem Radius von rund 300 m überspannen. Der Brückenzug war 1880 fertiggestellt und wurde 1882 mit der Eröffnung der Berliner Stadtbahn in Betrieb genommen. Jedes Gleis der viergleisigen Verbindungsstrecke, die Berlin in Ost-West-Richtung durchquerte, besaß einen eigenen Überbau. Der bestand aus genieteten, eisernen Fachwerkträgern mit obenliegender Fahrbahn und überspannte mit fünf Öffnungen von jeweils 30,2 m Spannweite sowie 3,5 m Höhe den Hafen. Als Berliner Seltenheit war das Fachwerksystem mit Ständern und abwechselnd steigenden und fallenden Diagonalen ausgeführt worden. Die 8 m hohen Pfeiler mussten teilweise auf bis zu 12 m langen Holzpfahlbündeln gegründet werden. Die Baukosten der Brücke betrugen 498.000 Mark (kaufkraftbereinigt in heutiger Währung: rund 4,5 Millionen Euro).
Schon 1907 mussten aufgrund wachsender Zugmassen die Brückenträger ersetzt werden. Der Austausch der einzelnen Überbauten mit 85 t Masse, deren Geometrie unverändert blieb, erfolgte mit großen Portalkränen, die die Brücke in Querrichtung komplett überspannten. Die Kräne standen auf seitlich angeordneten Verschubbahnen, die von eingerammten Pfahlgruppen getragen wurden. Der Umbau war im März 1909 beendet und kostete 589.218 Mark. Am westlichen Ufer waren außerdem zur Überbrückung der Uferstraßen bis zum Lehrter Stadtbahnhof eine weitere Fachwerkträgerbrücke mit 21,3 m Stützweite sowie eine dreifeldrige Vollwandträgerbrücke mit 5,50 m Stützweite in den Randfeldern sowie 16,0 m im mittleren Feld angeordnet worden. Zwischen den Jahren 1931 und 1932 folgte die Verstärkung der Holzpfahlgründung von drei Pfeilern am westlichen Ufer des Humboldtshafens. Dies wurde mit Pfeilerverdickungen und rund 20 m langen und 40 cm dicken Bohrpfählen aus Beton sowie einer chemischen Bodenverfestigung ausgeführt. Außerdem wurden die Überbauten in diesem Bereich durch neue Vollwandträgerbrücken mit oben liegender Fahrbahn ersetzt.
Nach dem Zweiten Weltkrieg querte die Humboldthafenbrücke die Sektorengrenze zwischen dem britischen und sowjetischen Sektor und lag nach dem Bau der Berliner Mauer 1961 im Grenzgebiet. Sie diente jetzt vor allem dem grenzüberschreitenden Zugverkehr. Instandsetzungsmaßnahmen wurden 1987 durch die Deutsche Reichsbahn durchgeführt.
Im Rahmen des Hauptbahnhof-Neubaus und der Verlegung der Stadtbahntrasse wurde die alte unter Denkmalschutz stehende Brückenkonstruktion durch einen südlich gelegenen, neuen Brückenzug ersetzt. Im Sommer 2002 wurden die Fern- und S-Bahn-Gleise auf die neue Stadtbahntrasse verschwenkt. Anschließend folgte im November die Demontage der Überbauten der Humboldthafenbrücke von 1907 mit Schiffkränen und der Rückbau der Pfeiler und Widerlager, was 2005 beendet war.

## Brücke von 2002

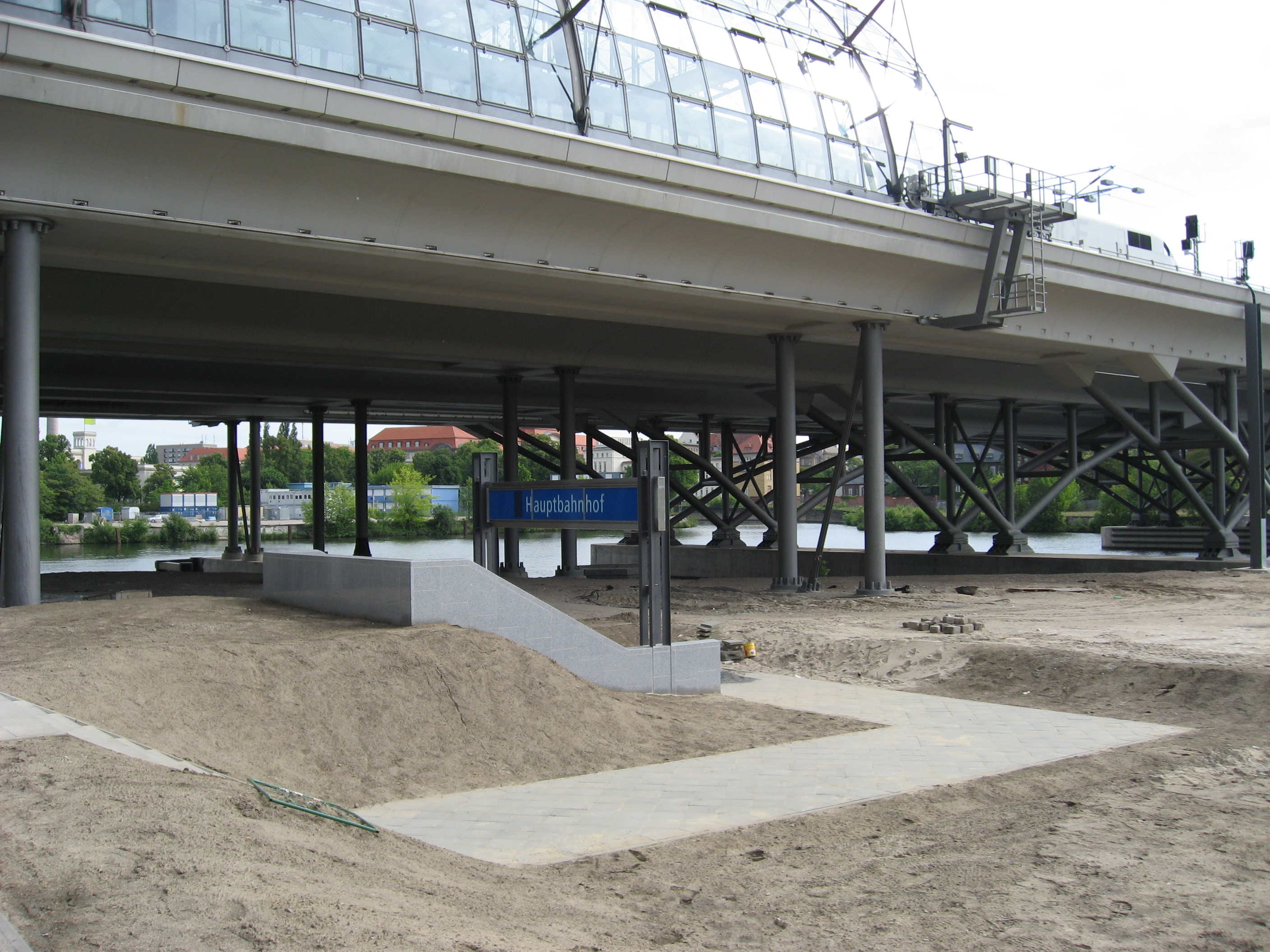
Brückenuntersicht

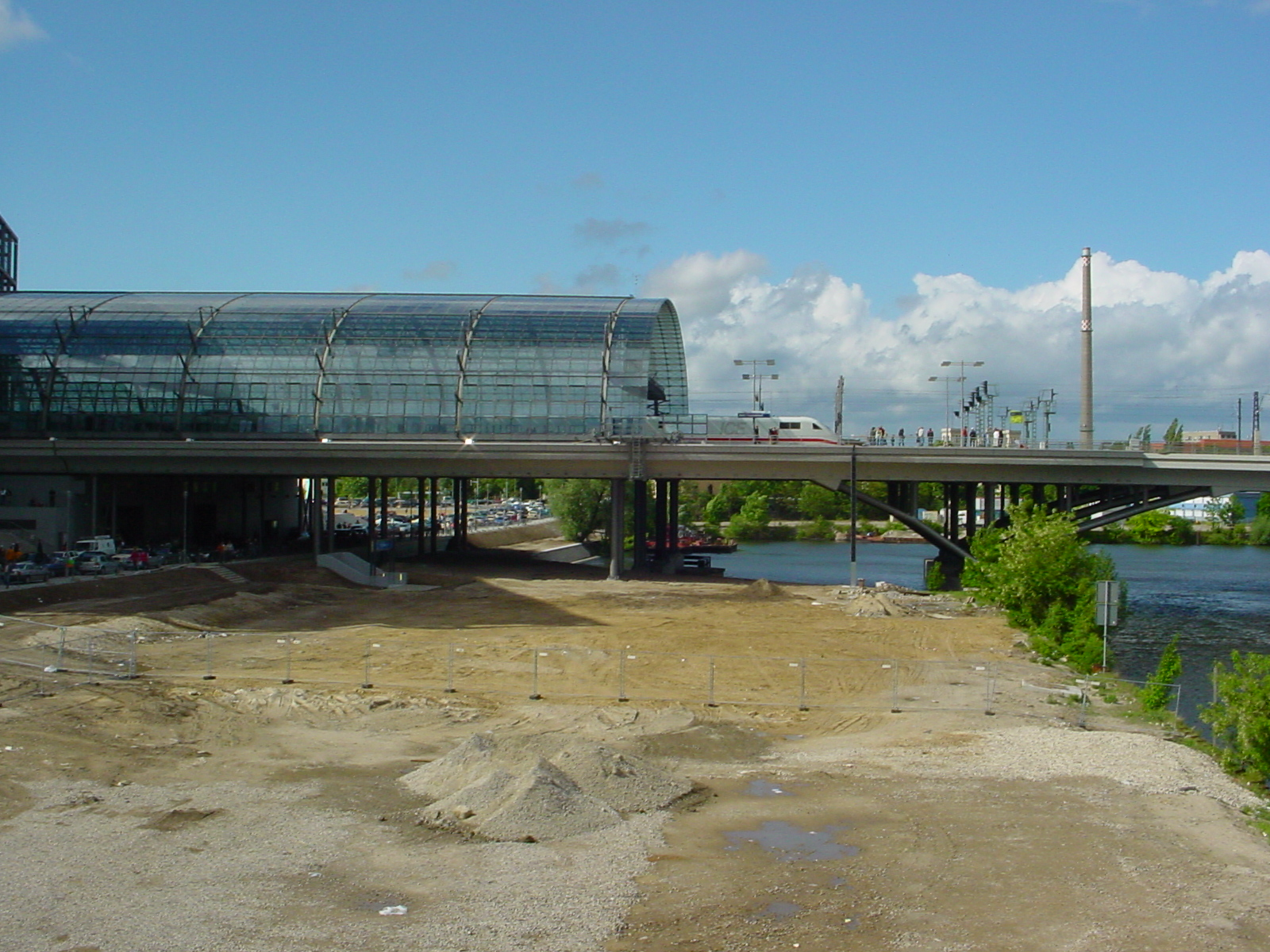
Friedrich-List-Ufer

Zwischen den Jahren 1997 und 1999 wurde die neue Brücke nach einem Entwurf des Ingenieurbüros Schlaich Bergermann und Partner unter architektonischer Mitwirkung von Gerkan, Marg und Partner errichtet.
Das im Grundriss gekrümmte Bauwerk besteht aus vier nebeneinander liegenden Brücken, die sechs Gleise tragen. Zwei Gleise werden von der S-Bahn befahren, vier Gleise von der Fernbahn. Das Bauwerk weitet sich trompetenförmig Richtung Hauptbahnhof von zunächst 39 m auf eine Breite von 66 m auf. Das Gleisfeld wird dabei von vier auf sechs Gleise ausgeweitet. Der Abstand der Brücken weitet sich in den Hauptbahnhof hinein zur Bahnsteigbreite auf.
Die äußeren Tragwerke sind eingleisig sowie im westlichen Bereich durch das Bahnhofshallendach belastet. Die beiden inneren Brücken überführen jeweils zwei Gleise.
Die rund 240 m lange Humboldthafenbrücke setzt sich in Längsrichtung aus zwei Abschnitten zusammen. Dies ist die Brücke über den Humboldthafen mit sechs Öffnungen, 190 m Länge und die östlich anschließenden, durch eine Dehnfuge getrennten Brücken über das Alexanderufer. Letzteres Bauwerk besteht aus drei zweigleisigen Überbauten mit jeweils zwei Feldern bei 20 m und 25 m Stützweite und 40 m Gesamtbreite am östlichen Widerlager. Westlich wird die Humboldthafenbrücke, wiederum getrennt mit einer Dehnfuge, durch die Hochbrücken im Bahnhofsbereich fortgesetzt.
Die Überbauten besitzen zweistegige Plattenbalkenquerschnitte aus Spannbeton mit einer einheitlichen Konstruktionshöhe von 1,7 m sowie eine Breite von bis zu 8,4 m bei den eingleisigen und 14,0 m bei den zweigleisigen Brücken. Getragen werden die Fahrbahnplatten von paarweise angeordneten, nahtlosen Stahlrohren mit maximal 660 mm Durchmesser und 60 mm Wanddicke bei einem Höchstachsabstand von 26 m in Brückenlängsrichtung.
Die Schifffahrtsstraße wird durch eine Aufständerung des Überbaus auf einer Stabbogenkonstruktion aus Stahlrohren mit Gussknoten überspannt. Im Hauptfeld beträgt die Stützweite 60 m, in den Seitenfeldern 32 m beziehungsweise 29 m. Die Rohre der Halbbögen weisen 660 mm Durchmesser und 100 mm Wandstärke auf. Die Halbbögen treffen sich im Scheitelpunkt nicht, sondern stützen sich oben am Spannbetonüberbau ab und bilden zusammen mit dem Überbau als Tragwerk eine sogenannte in sich (im Überbau) verankerte Bogenbrücke. Die Stützen und Bogenständer sind in den Spannbetonüberbau biegesteif eingespannt. Die Knoten der Bögen bestehen aus Stahlgussteilen. Da diese Konstruktionsform erstmals im modernen Eisenbahnbrückenbau zur Anwendung kam, waren vorab umfangreiche Bauteilversuche an der Universität Karlsruhe durchzuführen. Die Bogenkämpferlager müssen bis zu 36 MN Auflagerkräfte abtragen und bestehen aus Stahlgussteilen mit insgesamt 13 t Masse. Sie sind austauschbar konstruiert.
Die Bögen und die Stützen der sechsfeldrigen Brückenabschnitte über den Humboldthafen sind auf bis zu 35 m tiefen Schlitzwänden gegründet. Die 14 Schlitzwandelemente der Bogenkämpferlager weisen T-Querschnitte auf. Am westlichen Ende des Brückenabschnittes wurden außerdem die notwendigen Vorkehrungen zum späteren Bau der S-Bahn-Strecke S21 eingeplant.
Die Humboldthafenbrücke wurde in der Kategorie Straßen- und Eisenbahnbrücken unter 20 Bewerbungen mit dem Deutschen Brückenbaupreis 2008 ausgezeichnet, da gemäß Juryurteil „mit diesem eleganten Bauwerk neue Wege bei der Planung und Konstruktion beschritten wurden, die richtungweisend für den modernen Eisenbahnbrückenbau sind“. Mit diesem Bauwerk wurde erstmals eine moderne Eisenbahnbrücke auch unter Verwendung von gegossenem und gewalztem Stahl realisiert, die ersten Planungen der Deutschen Bahn AG hatten eine reine Spannbetonkonstruktion vorgesehen.

### Baumängel

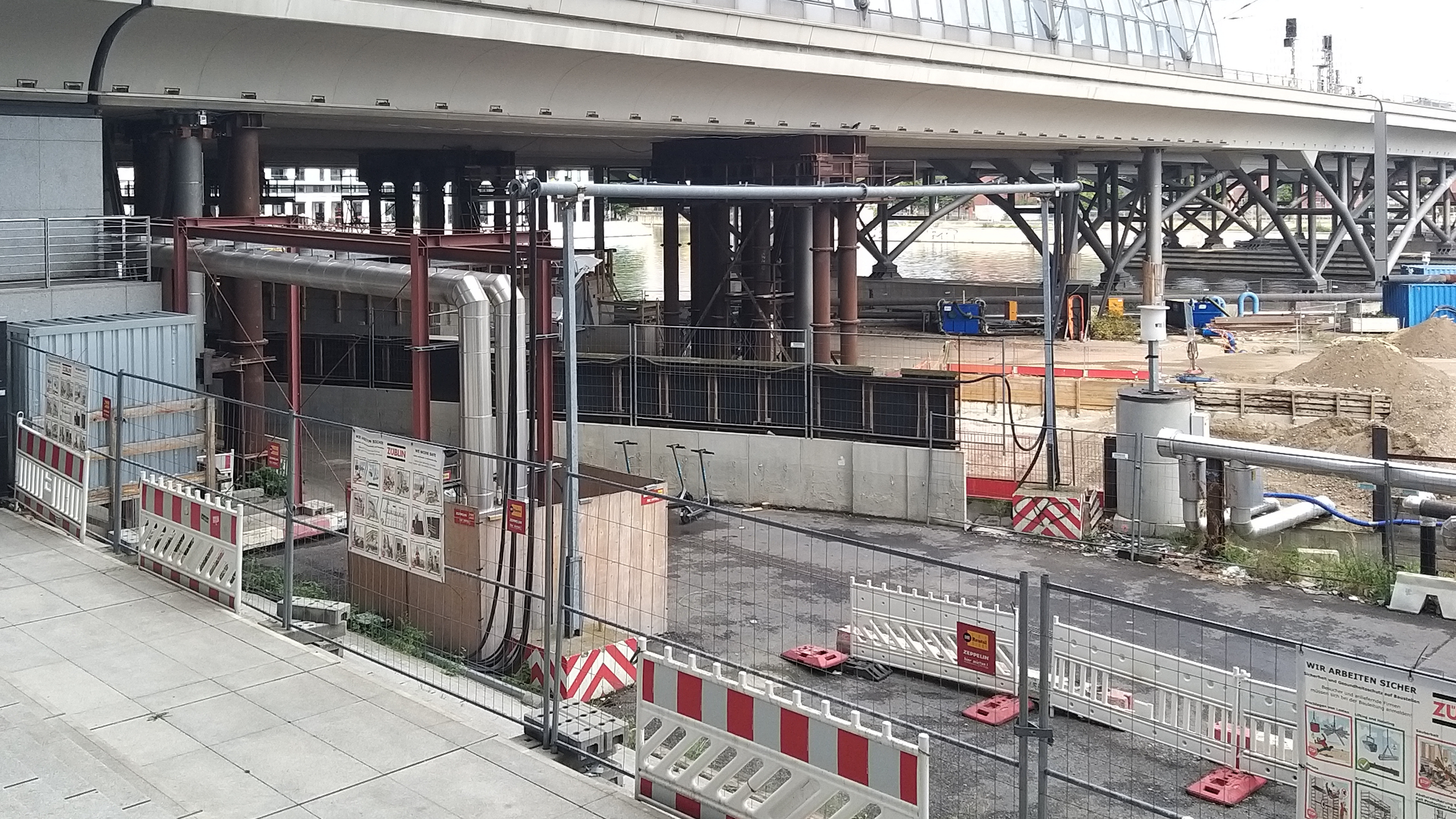
Hilfsstützen unter der Brücke

Anfang 2019 waren in beiden westlichen Pfeilerachsen zusätzliche Hilfsstützen eingebaut, um Verformungen der Gründung ausgleichen zu können. Im Jahr 2020 wurden beim Freilegen des Trägerrostes, einer netzartigen Konstruktion aus Stahlbetonbalken zur Abfangung der Stützenlasten und Weiterleitung in die Tiefgründung, gravierende Betonagefehler mit großen Fehlstellen festgestellt. Anfang 2022 folgte deshalb zur Sicherstellung einer ausreichenden Standsicherheit der Brücke der Einbau einer Hilfskonstruktion für zehn Millionen Euro. Der Trägerrost, unter dem die Strecke S21 (Berlin) letztlich führen soll, war eine Bauvorleistung und muss komplett erneuert werden.